# La Galera (Pantelleria)
La Galera è un'isola dell'Italia, in Sicilia.
Amministrativamente appartiene a Pantelleria, comune italiano della provincia di Trapani.
Si trova nei pressi della costa sud-occidentale dell'isola di Pantelleria, nei pressi di Scauri.